# الكلاحين (مركز قنا)
قرية الكلاحين هي إحدى القرى التابعة لمركز قنا في محافظة قنا في جمهورية مصر العربية. حسب إحصاءات سنة 2006، بلغ إجمالي السكان في الكلاحين 10467 نسمة، منهم 5535 رجل و4932 امرأة.